# Исмагилов, Саит Ахметович
Саит Ахметович Исмагилов (баш. Сәйетғәле Әхмәт улы Исмәғилев;8 сентября 1884, д. Ярмеево Уфимской уезда Уфимской губернии — 1970, Уфа) — поэт, фольклорист, классик башкирской литературы. Народный сэсэн Башкирской АССР (1944), член Союза писателей БАССР (1938).

## Биография
Исмагилов Саит Ахметович родился 8 сентября 1884 года в деревне Еремеево Уфимского уезда Уфимской губернии (ныне Чишминского района Башкортостана) в бедной крестьянской семье.
С детства Саит батрачил, работал на станциях железной дороги.
В 18 лет обучился игре на скрипке у мастера-скрипача Муллагалия из деревни Сафарово. Играл на скрипке на сабантуях, йыйынах, исполняя свои песни, такмаки и баиты. О таланте Саита Исмагилова в 1915 году уже писали в Уфимской губернской газете «Тормош».
В 1926—1927 годы Саит Ахметович работал артистом в Чишминском народном театре.
В 1937 году начал записывать тексты своих произведений и уже в 1940 году выпустил сборник песен и стихов.
Во время Великой Отечественной войны работал скрипачом в Башкирской филармонии, выступая в частях Красной армии.
В 1938 году был принят в Союз писателей Башкортостана. В 1944 году Указом Президиума Верховного Совета БАССР ему одновременно с Мухаметшой Бурангуловым и Фаррахом Давлетшиным было присуждено почетное звание народного сэсэна Башкортостана.
Скончался в 1970 году в Уфе.
Сын Саита Исмагилова, Закир Исмагилов — танцовщик, хореограф, режиссер Башкирского ТВ, Заслуженный артист БАССР, Заслуженный работник культуры РСФСР, Кавалер ордена Знак Почета и многочисленных медалей.

## Творчество
Сказки «Путешествие Нужды-бабая» («Нужа бабай сәйәхәте»), «Слово о Девушке-счастье» («Бәхет-ҡыҙ тураhында hyҙ»), басни «Коза и овца» («Кәзә менән hарыҡ»), «Серая ворона и ворон» («Ала ҡарға менән ҡщҙғон»), кубаир о Салавате-батыре, юмористические песни «Капризный жених» («Көйhөҙ кейәү»), «Девушка-щеголиха» («Ҡупшы ҡыҙ»).
Книги Саита Исмагилова «Песни Саита», «Слово сэсэна», «Две жизни».
Цикл четверостиший, посвященных Великой Отечественной войне.

## Память
Именем С. Исмагилова названа улица в его родной деревне.